# Leptotarsus (Leptotarsus) scutellaris
Leptotarsus (Leptotarsus) scutellaris is een tweevleugelige uit de familie langpootmuggen (Tipulidae). De soort komt voor in het Australaziatisch gebied.